# Cruilles, Monells y San Sadurní
Cruilles, Monells y San Sadurní (oficialmente en catalán: Cruïlles, Monells i Sant Sadurní de l'Heura) es un municipio español de la comarca del Bajo Ampurdán en la provincia de Gerona, Cataluña, formado en el año 1974 con la unión de los municipios de Cruilles, Monells y San Sadurní.
Es el municipio con el topónimo catalán más largo, con 43 caracteres.

## Geográfica

Situación de Cruilles, Monells y San Sadurní en la comarca del Bajo Ampurdán

### Sant Sadurní de l'Heura
Cabeza del municipio formado con los pueblos de Cruilles y Monells, situado entre los ríos Rissec y Daró. El pueblo y el castillo fueron del obispado de Gerona en el año 1442. Iglesia de San Sadurní del siglo XVIII.

### Cruilles
Situado a la izquierda del río Daró. Fue el origen del linaje y de la baronía de los Cruilles. Iglesia de Santa Eulalia, con pinturas románicas y un retablo gótico, perteneció al monasterio de San Miguel de Cruilles. En el centro de la plaza del pueblo queda la torre del homenaje del antiguo castillo de Cruilles de planta circular y de unos 26 metros de altura.

### Monells

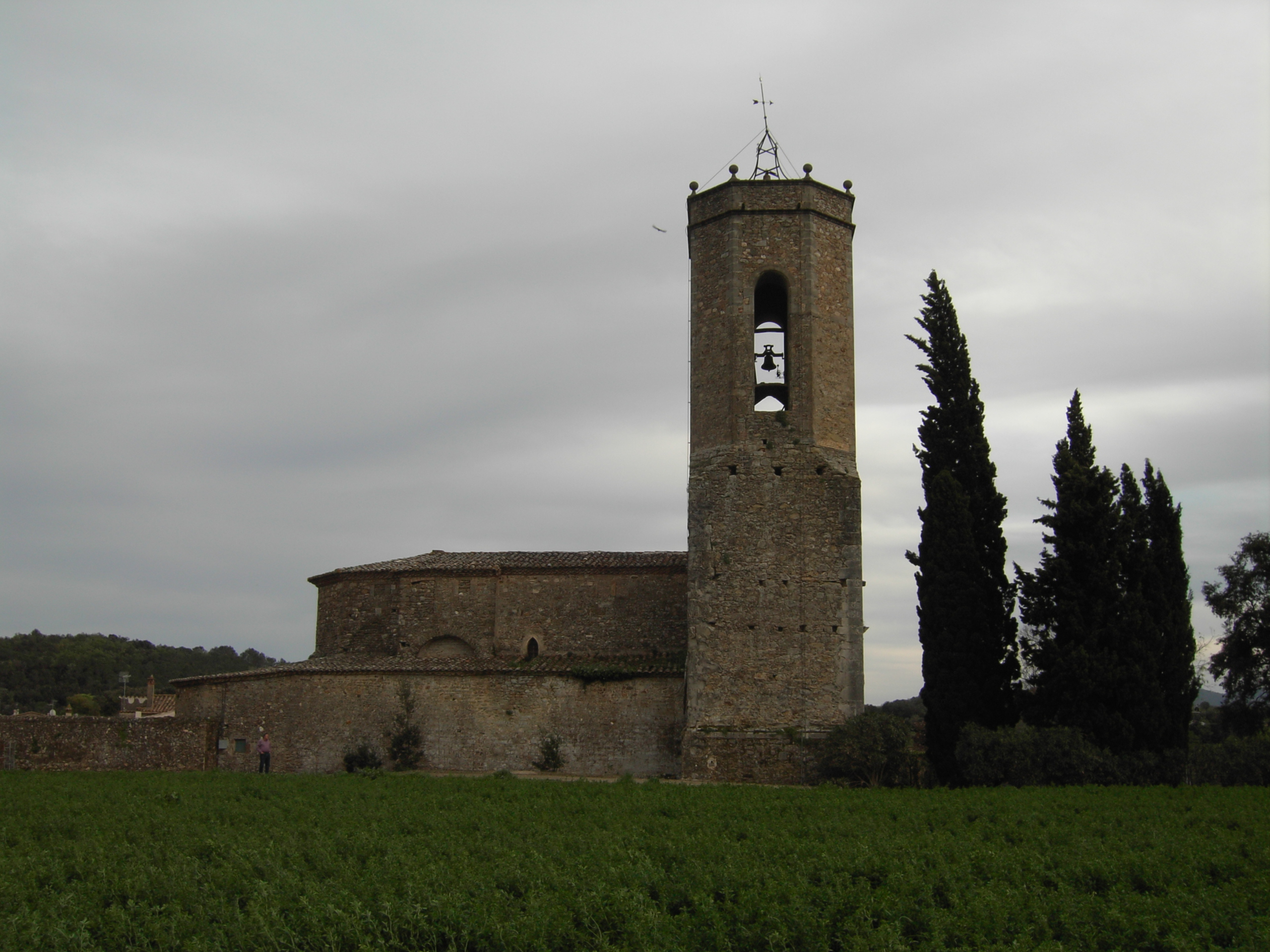
Iglesia de San Ginés de Monells

El municipio de Monells se formó alrededor del antiguo castillo, del que solamente se conservan las murallas. Cada rincón del pueblo suscita recuerdos del pasado medieval, de nobles y caballeros, de mercados, castillos, barones y reyes. El mercado de Monells era de gran relevancia e importancia en la época medieval, por eso el rey Jaime I de Aragón, en el año 1234, dictaminó que se usara la mitgera de Monells como patrón de medida de los cereales para el obispado de Gerona. Monells presume de una bonita plaza mayor porticada y la iglesia de San Ginés, de estilo gótico. En este pueblo se rodó la película Ocho apellidos catalanes.

### Entidades de población
- Barrio del Mas Savalls
- Cruilles
- Monells
- Puigventós
- Rabioses, les
- Sant Cebrià de Lledó
- San Cebrià dels Alls
- San Juan de Salelles
- San Miguel de Cruilles
- San Sadurní
- Santa Pellaia
- Vecindad d'Estravau
- Vecindad de Bañeras
- Vecindad de San Juan
- Vecindad de Sies
- Vecindad de la Font, el
- Vecindad del Ri

## Monumentos y lugares de interés
- Iglesia de San Sadurní. Del año 1773/1777 sobre una anterior románica.
- Iglesia de Santa Eulalia de Cruilles. Románica del siglo XI.
- Murallas de Cruilles y Torre del homenaje en Cruilles. Siglos XII-XIII.
- Iglesia de San Ginés en Monells. Documentada en 1019.
- Plaza de Jaime I en Monells, plaza porticada.
- Calle de los Arcos, en Monells. Calle que circula bajo bóvedas.
- Iglesia de San Juan de Salelles. Románica.

## Demografía
Cruilles, Monells y San Sadurní cuenta con una población de 1329 habitantes (INE 2024).
| Gráfica de evolución demográfica de Cruilles, Monells y San Sadurní entre 1981 y 2021 |
| |
| Población de derecho según los censos de población del INE Población de hecho según los censos de población del INEEntre el censo de 1981 y el anterior, aparece este municipio porque se fusionan los municipios Cruilles, Monells y San Sadurní" |

| 1497 | 1515 | 1553 | 1717 | 1787 | 1857 | 1877 | 1887 | 1900 |
| ---- | ---- | ---- | ---- | ---- | ---- | ---- | ---- | ---- |
| 233  | 187  | 220  | 1222 | 1419 | 2664 | 2184 | 2173 | 1877 |

| 1910 | 1920 | 1930 | 1940 | 1950 | 1960 | 1970 | 1981 | 1990 |
| ---- | ---- | ---- | ---- | ---- | ---- | ---- | ---- | ---- |
| 1861 | 1766 | 1600 | 1482 | 1444 | 1382 | 1152 | 1056 | 1031 |

| 1992 | 1994 | 1996 | 1998 | 2000 | 2002 | 2004 | 2006 | — |
| ---- | ---- | ---- | ---- | ---- | ---- | ---- | ---- | - |
| 1073 | 1088 | 1099 | 1071 | 1096 | 1150 | 1201 | 1271 | — |